# Kościół św. Krzyża w Nidzicy
Kościół świętego Krzyża – luterański kościół parafialny należący do diecezji mazurskiej Kościoła Ewangelicko-Augsburskiego w RP. Jest jednym z rejestrowanych zabytków miasta.

## Historia
Świątynia została wybudowana przez katolików, którzy zaczęli osiedlać się w Nidzicy na początku XIX stulecia. Pierwsza placówka katolicka została utworzona w 1854 roku, a budowa świątyni rozpoczęła się w 1858 roku. Jej poświęcenie odbyło się w dniu 3 czerwca 1860 roku pod wezwaniem Niepokalanego Poczęcia najświętszej Maryi Panny. W 1890 roku do świątyni została dobudowana wieża. Budowla służyła katolickim wiernym do 1948 roku. Po 1945 roku wzrastająca liczba ludności napływowej wyznania katolickiego spowodowała, że ówczesne władze przekazały na jej rzecz także znajdującą się w mieście świątynię luterańską. Protesty luteran spowodowały, że wierni obydwóch wyznań zamienili się kościołami. Luteranie, których liczba coraz bardziej malała, otrzymali niewielką świątynię katolicką, katolicy natomiast zatrzymali kościół luterański. Decyzja ta została podjęta przez Ministerstwo Ziem Odzyskanych, a przekazanie świątyni odbyło się w dniu 5 sierpnia 1948 roku.

## Architektura i wystrój
Mury neogotyckiego kościoła zostały wykonane z kamienia ciosanego z głazów narzutowych i cegły. Korpus świątyni, wybudowany na planie prostokąta, nakryty został dachem dwuspadowym. Wieża jest zwieńczona ceglanym szpicem oraz hełmem w kształcie ostrosłupa, na którym jest zatknięty metalowy krzyż. Wnętrze nawy jest nakryte drewnianym stropem kasetonowym.

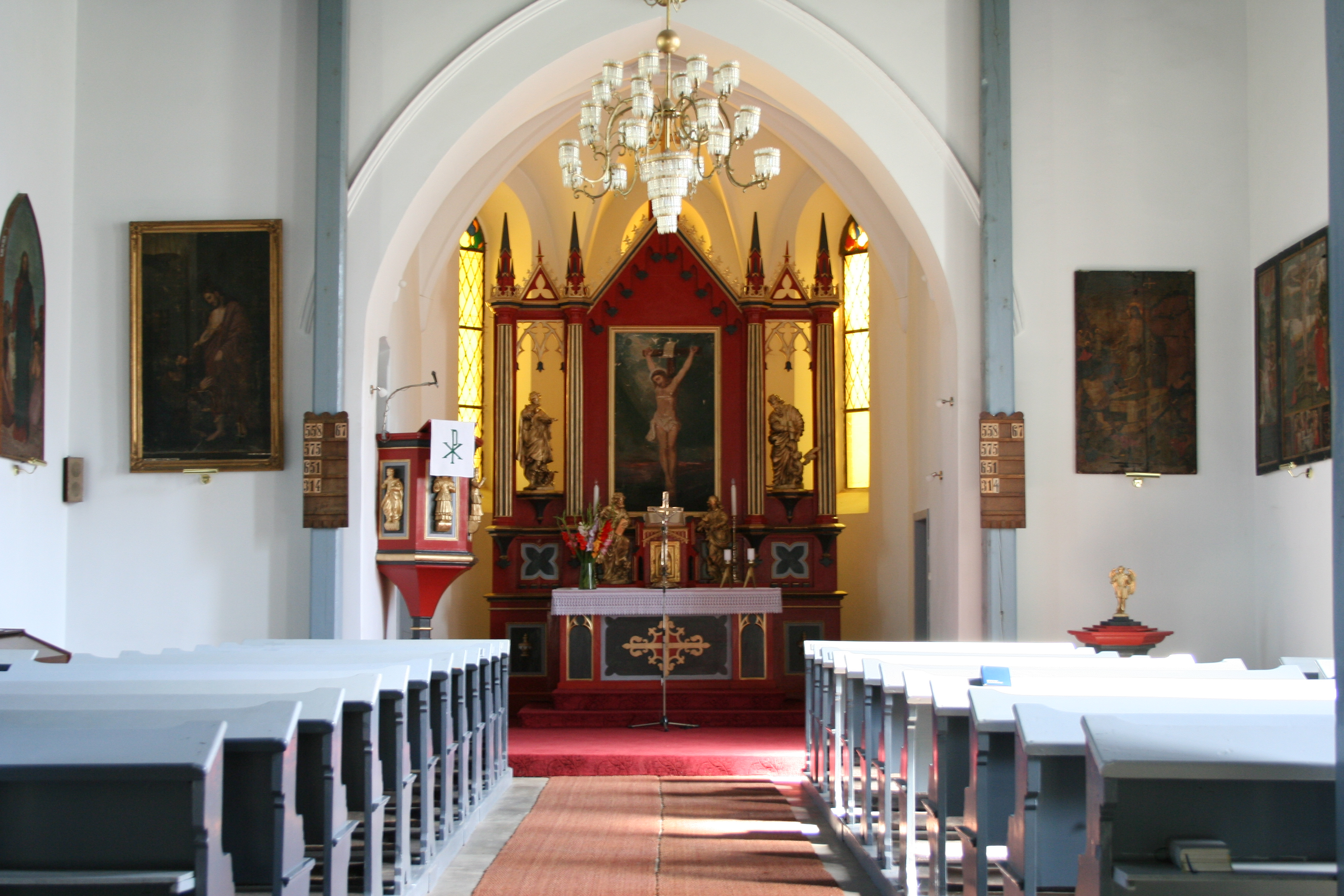
Wnętrze kościoła

Od 1948 roku świątynia otrzymała wiele cennych zabytków sztuki sakralnej, przeniesionych z dawnych kościołów luterańskich mieszczących się na terenie południowych Mazur. Należą do nich m.in. namalowane na desce obrazy ołtarzowe (najstarsze z XV stulecia). W prezbiterium, po prawej stronie, jest zawieszony tryptyk z 1646 roku. W jego środkowej części jest przedstawiona scena Ukrzyżowania, po lewej stronie – scena Chrztu Jezusa, a po prawej – postać Madonny z Dzieciątkiem. Obok jest umieszczony namalowany na płótnie obraz przedstawiający scenę Zmartwychwstania. Po przeciwległej stronie świątyni znajduje się obraz z XVIII wieku, przedstawiający Jezusa i niewiernego Tomasza Apostoła. W ołtarzu z XVIII wieku jest umieszczony obraz Jezusa Ukrzyżowanego, a z lewej i prawej strony barokowe figury czterech ewangelistów. W prezbiterium są umieszczone również chrzcielnica i tradycyjna ambona, która jest ozdobiona płaskorzeźbami Salomona i św. Marka. Chór muzyczny jest ozdobiony tarczą herbową z XVIII wieku, a w kruchcie jest umieszczona figura Chrystusa Ukrzyżowanego z XVIII wieku. Znajdowała się ona wcześniej w rozebranym w 1823 roku drewnianym kościele w Burkacie.